# Jeepney

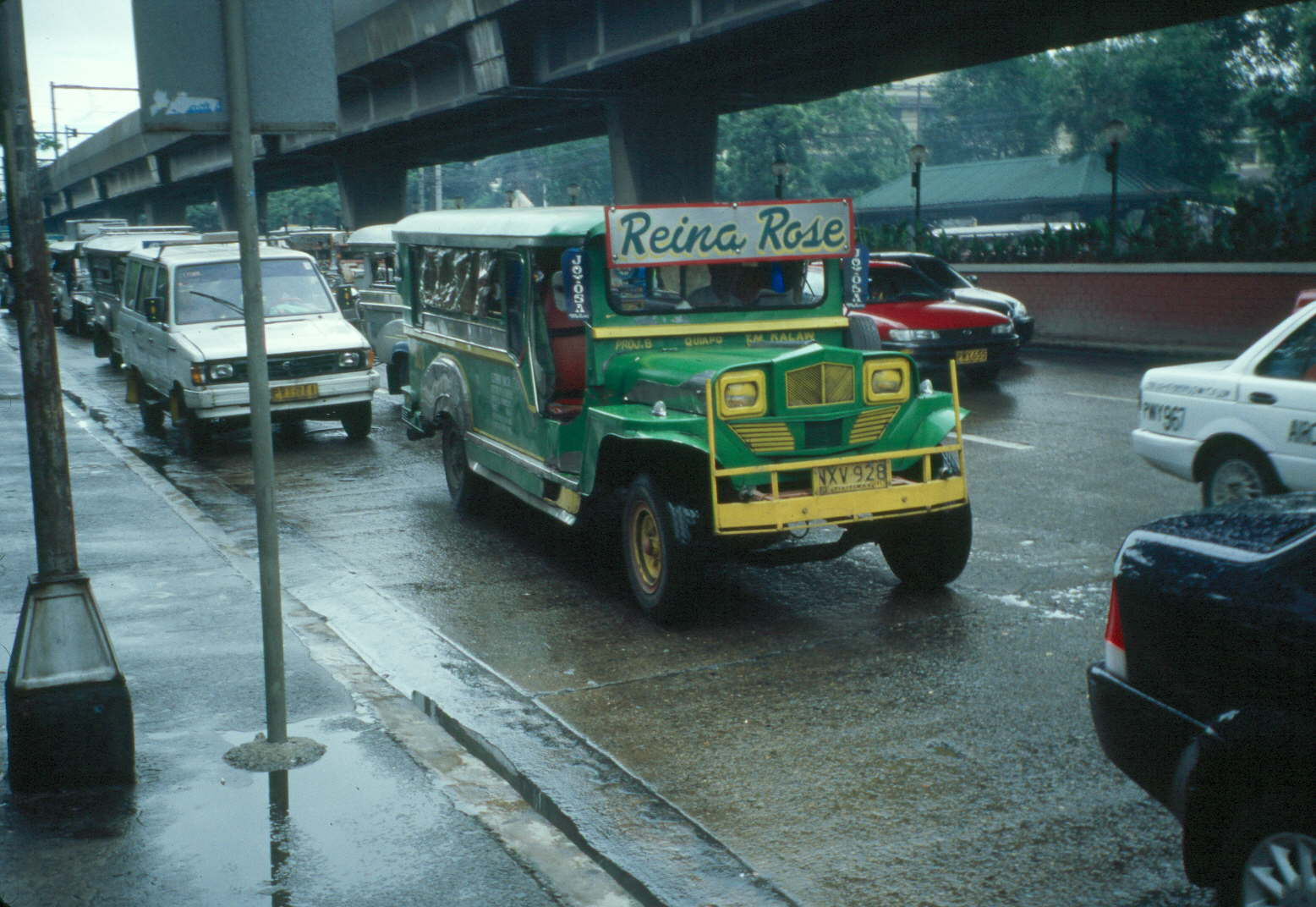
Jeepney na ulicach Manili

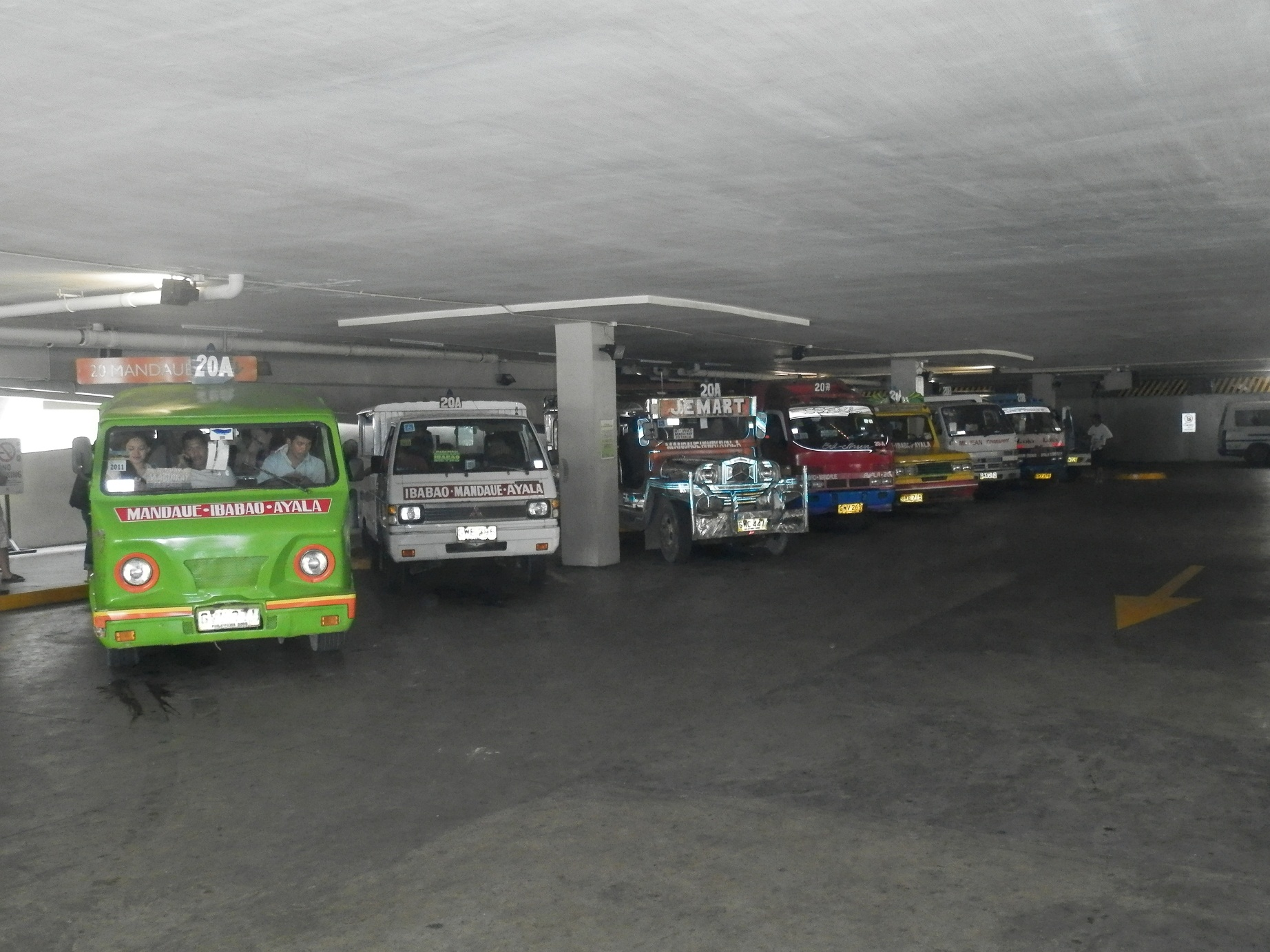
Zajezdnia jeepneyów w Cebu City

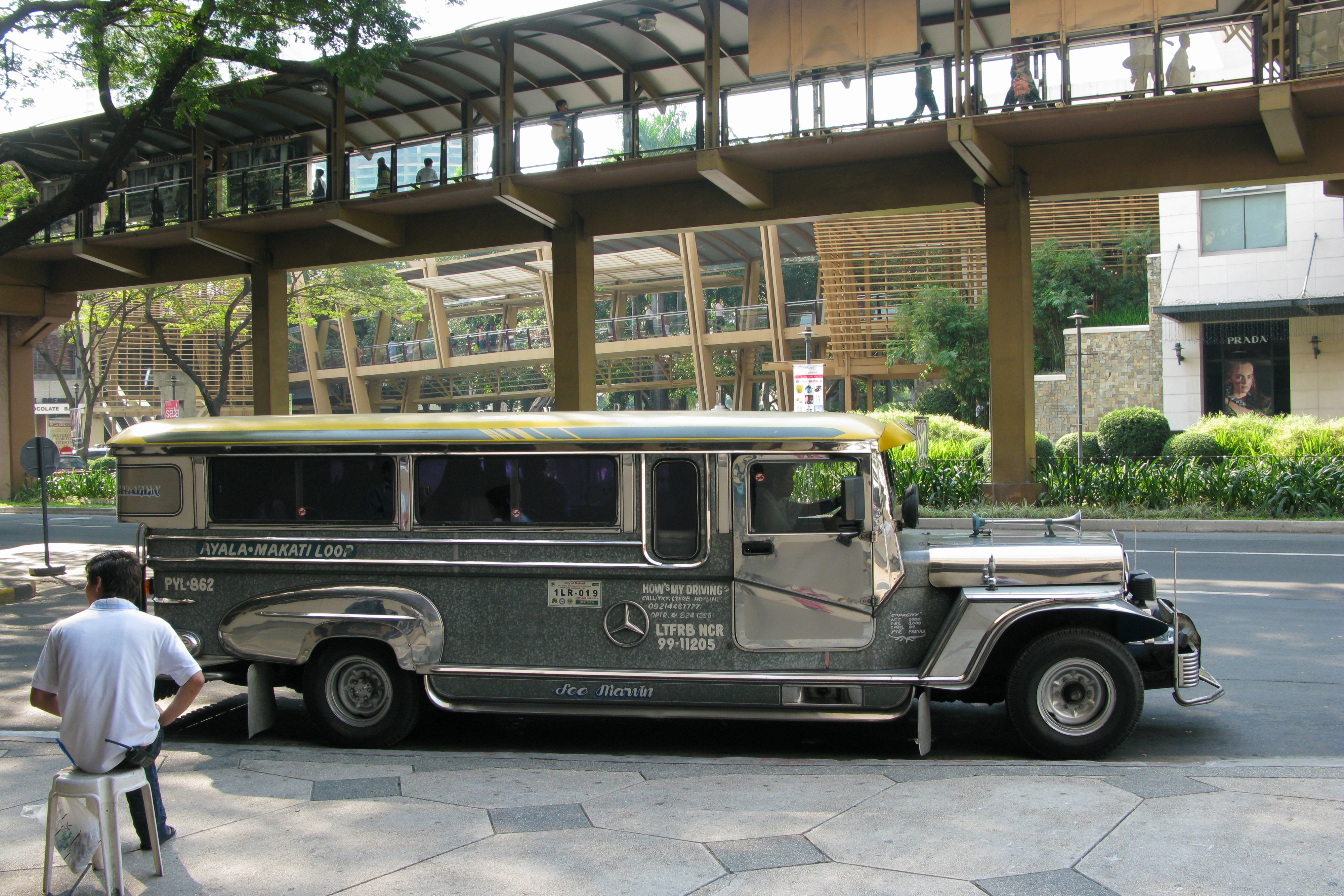
Jeepney na ulicach Manili

Jeepney – popularny środek transportu zbiorowego na Filipinach oraz symbol filipińskiej kultury. Jest to rodzaj samochodu terenowego z wieloma dekoracjami i jaskrawymi kolorami. Jeepneye powstały z przerobionych amerykańskich terenówek wojskowych pozostawionych na Filipinach po II wojnie światowej.

## Etymologia
Uważa się, że nazwa Jeepney pochodzi z połączenia słów jeep oraz jitney oznaczającego rodzaj taksówki zbiorowej używanej w niektórych krajach.